# ブロードウェー・タワー

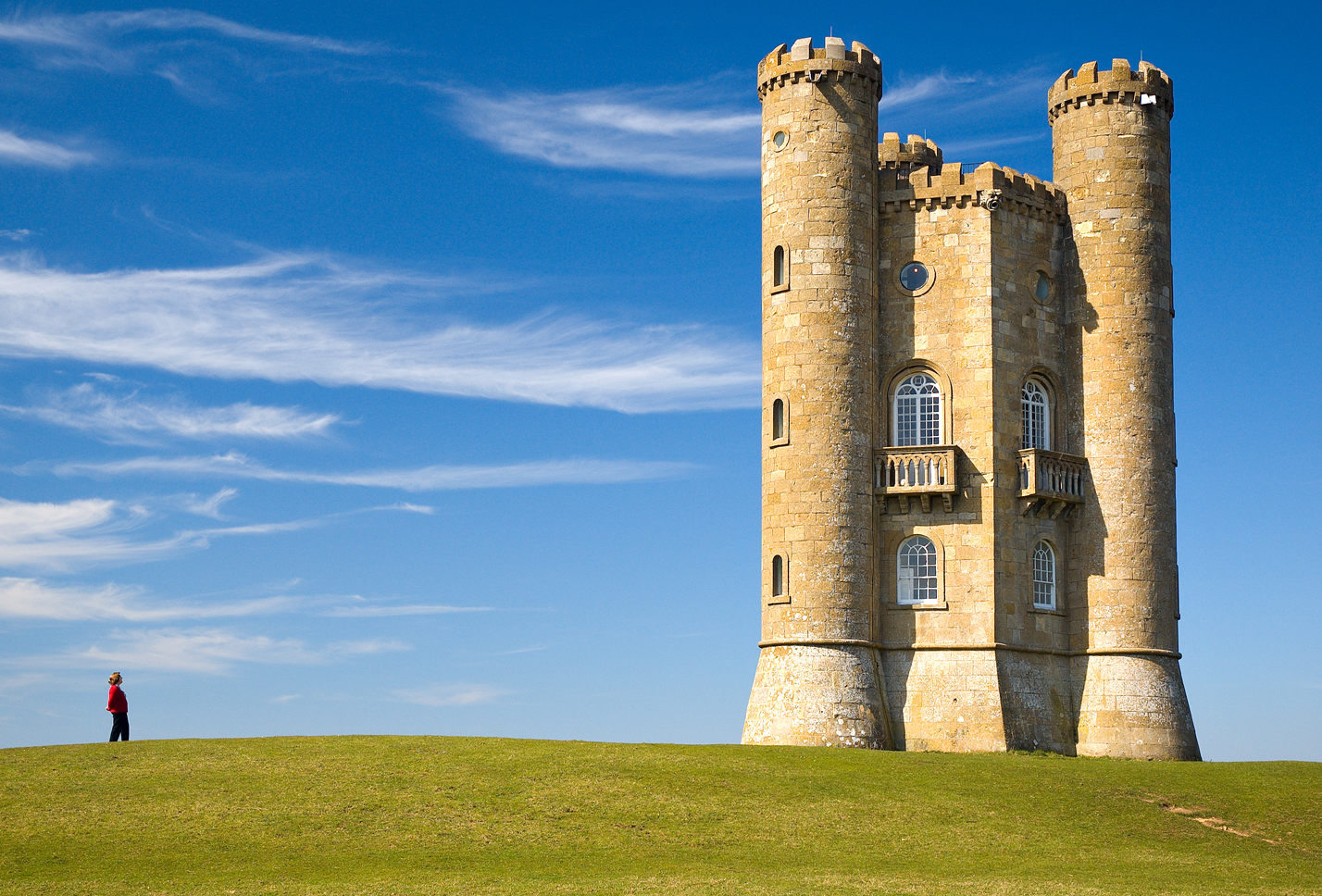
ブロードウェー・タワー全景

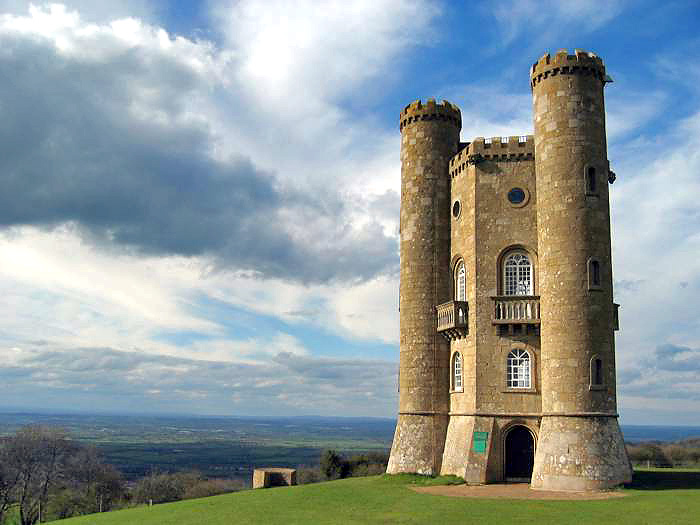
ブロードウェー・タワー入り口側全景

ブロードウェー・タワー（英語: Broadway Tower）は、イングランドのウスターシャーにある、ブロードウェー村より1マイル（1.6キロメートル）ほど南東に位置する建築物（フォリー）。

## 概略
タワーの基礎は海抜312メートルのところにあり、タワーそのものは17メートルの高さを誇る。晴れた日にはおよそ13ものカウンティが、塔のてっぺんから見ることができる。タワーは現在、コッツウォルズの観光地の一つとして機能しており、低価格で展覧会などを一般に公開している。
イギリスの建築家ジェームズ・ワイアットによりタワーが城塞風にデザインされたのは1794年、その後コベントリー伯夫人のために1797年に建設が始まった。タワーはもともと、有事の際にのみ狼煙があげられる丘の上に建てられた。コベントリー伯爵夫人は自分の家がある22マイル（35.4キロメートル）ほど離れたウスターからでもこの丘ののろしが見えないかと思い、タワーの建設を支援した。1799年の竣工後、タワーであげられたのろしは遠くからでもはっきりと見えるようになったという。